# Erdbebenvorhersage

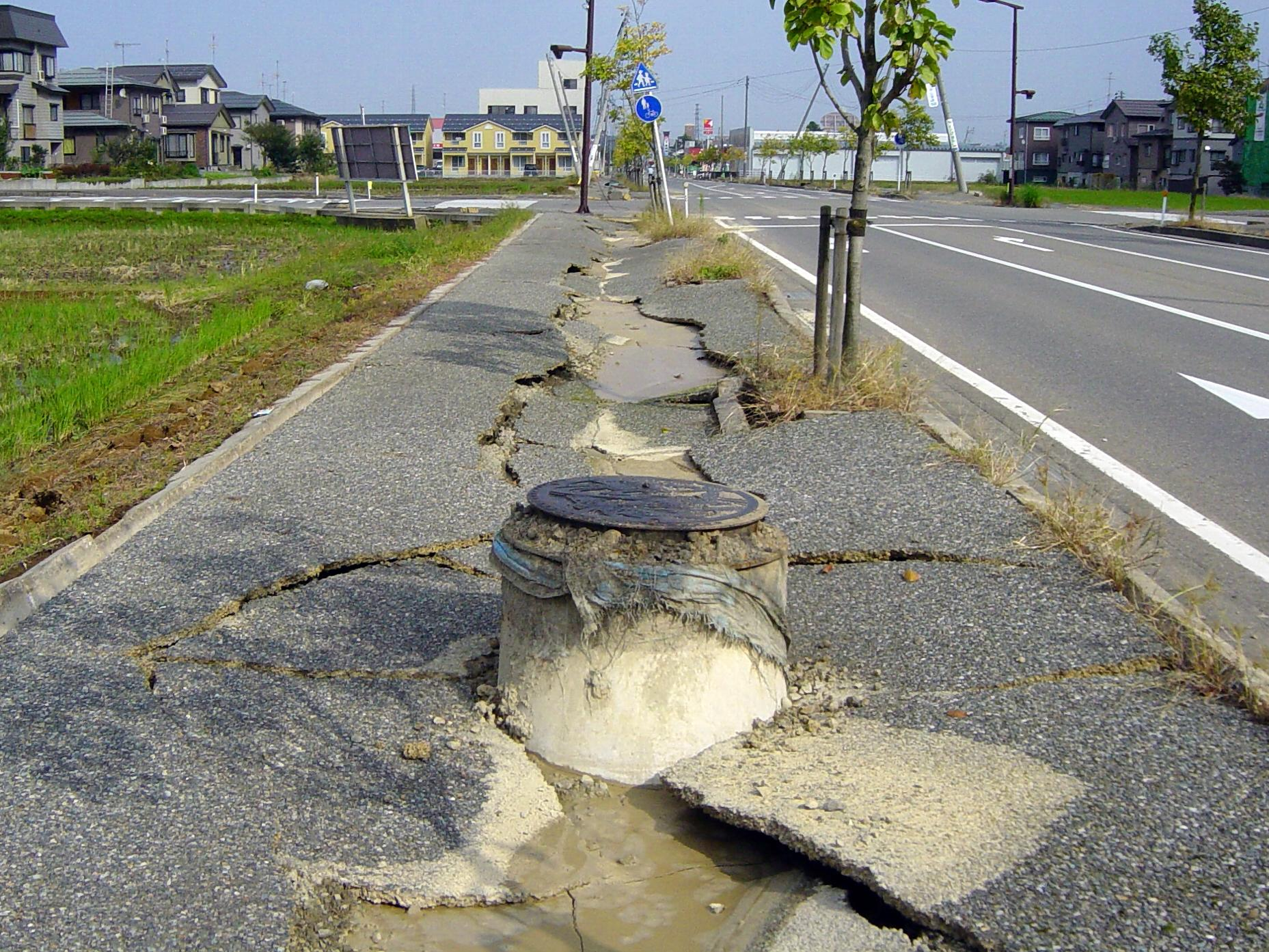
Zerrissene Gehwegplatte nach Bodenverflüssigung: Chuetsuerdbeben, Ojiya, Niigata, Japan, 2004

Erdbebenvorhersage bzw. Erdbebenprognose ist die Gesamtheit der Verfahren, Mittel und Versuche, das Auftreten eines Erdbebens einer bestimmten Stärke zu einer genauen Zeit und an einem genauen Ort vorherzusagen.
Wegen des volkswirtschaftlichen Schadens und eventueller Opfer (Massenpanik oder Massenhysterie) ist eine Frühwarnung der Bevölkerung vor einem einzelnen Erdbeben nur sinnvoll, wenn die Zahl der zu erwartenden Opfer des Erdbebens als sehr groß eingeschätzt wird, oder wenn das Erdbeben sehr genau in Raum und Zeit vorausgesagt werden kann. Die zeitlich und räumlich exakte, verlässliche Vorhersage von Erdbeben ist nach dem heutigen Stand der Wissenschaft nicht möglich. Es existieren aber Detektionssysteme, die ab dem Beginn eines Erdbebens eine Vorwarnung von einigen Sekunden bieten, hierbei handelt es sich aber nicht mehr um eine Erdbebenvorhersage.

## Wahrscheinlichkeit von Erdbeben
Grundsätzlich sind die auslösenden Prozesse und die Wahrscheinlichkeiten für das Auftreten von Erdbeben in einem bestimmten Gebiet wissenschaftlich verstanden. Dies gilt vor allem für die allgemeine Auftrittswahrscheinlichkeit von Erdbeben, da die überwiegende Zahl an plattentektonisch aktive Gebiete gebunden sind. Die Kenntnis der tektonischen Zusammenhänge erlaubt daher für viele Gebiete der Erde die Zusammenstellung von Erdbebenkarten, die die Wahrscheinlichkeit von Erdbeben für dieses Gebiet auf der Grundlage der statistischen Auswertung bereits registrierter Erdbeben darstellen. In gut bekannten und intensiv untersuchten Gebieten ist eine genauere Erdbebenvorhersage möglich. Auch hier liegt die Unschärfe der Vorhersage jedoch im Bereich mehrerer Monate oder Jahre. Bei der Betrachtung von Einzelereignissen ist ein kompliziertes Zusammenspiel einer großen Zahl von Einflussgrößen zu beobachten, so dass die isolierte Betrachtung einer einzigen Größe zur erfolgreichen Vorhersage nicht erfolgversprechend ist.

## Vorläuferphänomene
Es sind eine Reihe von Effekten bekannt, die oft im Vorfeld von Erdbebenereignissen beobachtet werden können und als Vorläuferphänomene bezeichnet werden. Einige davon äußern sich in der Veränderung geophysikalisch messbarer Größen, wie z. B. der seismischen Geschwindigkeit, der Neigung des Erdbodens oder die elektromagnetischen Eigenschaften des Gesteins. Andere Phänomene basieren auf statistischen Beobachtungen, wie etwa das Konzept der seismischen Ruhe, wo in einer potentiell gefährdeten Region über einen längeren Zeitraum die seismische Hintergrundaktivität, also das stetige Auftreten kleinerer Beben, abnimmt und auf ein bevorstehendes größeres Ereignis hindeutet. Auf statistischen Methoden beruht auch ein Verfahren, das plötzliche Änderungen der Wahrscheinlichkeitsdichte der vertikalen Komponente von seismischen Aufzeichnungen benutzt.
Bei der Radon-Methode wird gemessen, in welchen Mengen das Edelgas Radon aus der Erde austritt. Diese Methode erlaubt die bisher zuverlässigsten Vorhersagen. Indikator ist dabei die leicht zu überprüfende Tatsache, dass vor den Beben die Menge von Radon im Wasser von Schächten um bis zu dem Vierfachen der üblichen Menge ansteigt. Nach Annahme der Seismologen werden tiefe unterirdische Gesteinsschichten kurz vor einem Erdbeben plötzlich durchlässig und rissig, sie dehnen sich aus, dadurch wird Radon freigesetzt, dringt in den Boden ein und konzentriert sich dicht unter der Erdoberfläche. Das bekannteste Beispiel für derartige Messungen sind die Bohrlöcher entlang der San-Andreas-Verwerfung (auch bekannt unter dem Namen San-Andreas-Graben), die wöchentlich auf ihre Ausdehnung hin untersucht werden, um auf diese Weise seismische Veränderungen im Blick zu behalten.
Wiederholt wurde auch von ungewöhnlichem Verhalten bei Tieren kurz vor größeren Erdbeben wie auch bei Tsunamis berichtet. Diese Berichte sind statistisch nicht bedeutsam und für eine Erdbebenvorhersage nur in seltenen Fällen nutzbar.
Sowohl messbare als auch statistisch erfasste Vorläuferphänomene variieren jeweils sehr stark in ihrem zeitlichen Verlauf (bis hin zu Jahren) wie auch in ihrer Größenordnung. In vielen Fällen bleiben einzelne oder mehrere dieser Effekte auch ganz aus. Zudem wäre der instrumentelle Aufwand, der für eine lückenlose Erfassung dieser Phänomene erforderlich wäre, nicht realisierbar, so dass die Möglichkeit einer exakten Vorhersage von Erdbeben für die nächste Zukunft nicht zu erwarten ist.

## Bisherige Vorhersagen
Gelegentliche Berichte von erfolgreichen Vorhersagen zeigen vor dem Hintergrund der Häufigkeit von Beben in der betreffenden Region in der Regel kaum statistische Signifikanz. So wurde z. B. von einem japanischen Wissenschaftler auf Grund eines elektromagnetischen Vorläuferphänomens für den Zeitraum 14. bis 19. September 2003 ein Erdbeben der Stärke 7 in Tokio vorhergesagt. Zwar trat am 20. September 2003 tatsächlich ein Erdbeben in Tokio auf, jedoch war die Magnitude um etwa 1,5 Größenklassen niedriger, was weniger als einem Hundertstel der vorhergesagten Energiefreisetzung entspricht. Ein weitaus stärkeres Beben (Magnitude 8), mit zwei starken Nachbeben (Mag. 5,8 und 7) ereignete sich eine Woche später, am 26. September, das Epizentrum lag jedoch in einiger Entfernung, ungefähr 80 km südöstlich vor der Küste der Hauptinsel Hokkaidō.
Ein Beispiel für eine erfolgreiche Erdbebenvorhersage ist das Erdbeben von Liaoning in der Mandschurei am 4. Februar 1975 in der Volksrepublik China. Die Behörden ordneten die Evakuierung der Millionenstadt Haicheng am Tag vor dem Beben an, nachdem eine Zunahme von kleineren Erdbeben beobachtet wurde, die am Ende einer monatelangen Periode von Höhenänderungen der Erdoberfläche und des Grundwasserspiegels stattfanden. Außerdem wurde merkwürdiges Verhalten von Tieren beobachtet. Schätzungen gehen davon aus, dass ohne die Evakuierung die Opferzahl bei etwa 150.000 gelegen hätte; so lag sie jedoch bei 1300. Allerdings zeigten sich z. B. beim Tangshan-Beben vom 27. Juli 1976, bei dem es mehrere hunderttausend Tote gab, nach verschiedenen Berichten, keinerlei derart deutlichen Anzeichen, so dass eine kurzzeitige Vorwarnung nicht möglich war. Die Aussage über fehlende Tieranomalien ist jedoch nicht zutreffend. Unmittelbar nach dem Erdbeben von Tangshan arbeitete im Erdbebengebiet eine umfangreiche chinesische Untersuchungs-Kommission, an der 16 wissenschaftliche Institute teilnahmen. Sie lieferte eine 459 Seiten umfangreiche Dokumentation (auf Chinesisch), die im Kapitel 12 auch zu abnormalem Tierverhalten vor dem Erdbeben ausführlich Stellung nahm. In ihm sind 2202 Fälle von auffälligem Tierverhalten dokumentiert, das ein bis zwei Tage vor dem Beben einsetzte und zum Beben hin deutlich zunahm. Darunter gab es sehr ungewöhnliches, nie vorher beobachtetes Tierverhalten (circa 100 Wiesel rennen in ein Dorfzentrum, 300 Mäuse regungslos am Boden, ein 100 Meter breiter Schwarm von Libellen, die Bienen von allen 100 Bienenstöcken einer Imkerei flüchten aus diesen, einige hundert Schlangen geballt an einem Teichrand). Nach Aussage eines Teilnehmers der Untersuchungskommission waren zum Zeitpunkt des Erdbebens die für die Erdbebenvorwarnung verantwortlichen Politiker ihrer Ämter enthoben.
Nach Angaben von Marco Bohnhoff (Professor für Experimentelle und Bohrlochseismologie und Leiter der Abteilung Geomechanik und Wissenschaftliches Bohren am Deutschen Geoforschungszentrum) gilt unter Erdbebenforschern als ausgemacht, dass es zu 99-prozentiger Wahrscheinlichkeit entlang der San-Andreas-Verwerfung in einem Zeitraum von 30 Jahren, d. h. bis 2054, zu einem Erdbeben der Stärke sieben oder höher kommt.